# Transylvania Open 2021
Transylvania Open 2021 a fost un turneu de tenis feminin jucat în interior pe terenuri cu suprafață dură. A fost prima ediție a Transylvania Open și a făcut parte din seria WTA 250 a turneului WTA 2021. A avut loc la BT Arena din Cluj-Napoca, România, în perioada 25–31 octombrie 2021.

## Campioane

### Simplu
- Anett Kontaveit def.  Simona Halep 6–2, 6–3

A fost al cincilea titlu de simplu WTA din carieră al lui Kontaveit și al patrulea al anului. Prin câștigarea titlului, Kontaveit s-a calificat în finala WTA.

### Dublu
- Irina Bara /  Ekaterine Gorgodze def.  Aleksandra Krunić /  Lesley Pattinama Kerkhove, 4–6, 6–1, [11–9].

Acesta a fost primul titlu de dublu la nivel WTA Tour câștigat fie de Bara, fie de Gorgodze.

## Tabloul principal la simplu

### Capi de serie
| Țară | Jucătoare          | Poz1 | Cap de serie |
| ---- | ------------------ | ---- | ------------ |
| ROU  | Simona Halep       | 19   | 1            |
| EST  | Anett Kontaveit    | 20   | 2            |
| GBR  | Emma Raducanu      | 24   | 3            |
| SUI  | Jil Teichmann      | 39   | 4            |
| AUS  | Ajla Tomljanović   | 43   | 5            |
| UKR  | Marta Kostyuk      | 53   | 6            |
| ROU  | Irina-Camelia Begu | 56   | 7            |
| UKR  | Anhelina Kalinina  | 57   | 8            |

- Clasament WTA la 18 octombrie 2021. [3]

### Alte intrări
Următoarele jucătoare au primit wild card-uri oferite de organizator:
- Irina Bara
- Jaqueline Cristian
- Garbiñe Muguruza  Andreea Prisăcariu

Următorii jucătoare au primit înscrierea pe baza unui clasament protejat:
- Mona Barthel
- Ivana Jorović

Următoarele jucătoare au primit participarea la tragerea la sorți prin calificare:
- Anna Bondár
- Anastasia Gasanova
- Alexandra Ignatik
- Aleksandra Krunić
- Lesley Pattinama Kerkhove
- Lesia Tsurenko

### Retrageri
Înainte de turneu
- Garbiñe Muguruza → înlocuită de  Andreea Prisăcariu
- Paula Badosa → înlocuită de  Anna-Lena Friedsam
- Ekaterina Alexandrova → înlocuită de  Polona Hercog
- Viktorija Golubic → înlocuită de  Alison Van Uytvanck
- Kaia Kanepi → înlocuită de  Ivana Jorović
- Veronika Kudermetova → înlocuită de  Bernarda Pera
- Elise Mertens → înlocuită de  Elena-Gabriela Ruse
- Mayar Sherif → înlocuită de  Mona Barthel

## Tabloul principal la dublu

### Capi de serie
| Țară | Jucătoare         | Țară | Jucătoare                 | Poz1 | Cap de serie |
| ---- | ----------------- | ---- | ------------------------- | ---- | ------------ |
| USA  | Kaitlyn Christian | NZL  | Erin Routliffe            | 107  | 1            |
| SRB  | Aleksandra Krunić | NED  | Lesley Pattinama Kerkhove | 123  | 2            |
| ROU  | Monica Niculescu  | ROU  | Elena-Gabriela Ruse       | 140  | 3            |
| KAZ  | Anna Danilina     | NOR  | Ulrikke Eikeri            | 153  | 4            |

- Clasament WTA la 18 octombrie 2021.

### Alte intrări
Următoarele jucătoare au primit wild card-uri oferite de organizator:
- Ilinca Amariei /  Briana Szabó
- Alexandra Ignatik /  Andreea Prisăcariu

### Retrageri
Înainte de turneu
- Sharon Fichman /  Giuliana Olmos → înlocuite de  Alena Fomina-Klotz /  Ekaterina Yashina
- Ulrikke Eikeri /  Catherine Harrison → înlocuită de  Anna Danilina /  Ulrikke Eikeri

## Puncte și premii în bani

### Distribuția punctelor
| Probă  | C   | F   | SF  | QF | Rundă 16 echipe | Rundă 32 echipe | Q   | Q3  | Q2  | Q1  |
| Simplu | 280 | 180 | 110 | 60 | 30              | 1               | 18  | 14  | 10  | 1   |
| Dublu  | 280 | 180 | 110 | 60 | 1               | N/A             | N/A | N/A | N/A | N/A |

### Premii în bani
| Probă  | C        | F        | SF       | QF      | Rundă 16 echipe | Rundă 32 echipe | Q2      | Q1      |
| Simplu | 29.200 $ | 16.398 $ | 10.100 $ | 5.800 $ | 4.000 $         | 2.770 $         | 2.305 $ | 1.700 $ |
| Dublu* | 10.300 $ | 6.000 $  | 3.800 $  | 2.300 $ | 1.750 $         | N/A             | N/A     | N/A     |

*per echipă